# Mályva gazdaság
A mályva gazdaság az, ami a gazdaságban hozzájárul a fenntartható fejlődéshez úgy, hogy növeli a javak és a szolgáltatások kulturális potenciálját.

## Meghatározás
„A mályva gazdaság a műveltség figyelembevételére vonatkozik a gazdaságban. Olyan gazdaságot jelöl, amely alkalmazkodik az emberi különbözőségekhez a globalizáció során, és amely a kulturális dimenzióra támaszkodik, hogy növelje a javakat és a szolgáltatásokat”.
Ez a két, vízszintes és függőleges tendencia egymást táplálja. Valójában, a termékekhez kapcsolódó kulturális összetevő növekedése összefügg a területek kulturális életképességével.

## Geográfiai gazdaság
A 2020. június 7-i nemzetközi felhívás, melyet építészek, séfek, gazdasági Nobel-díjasok és nemzetközi szervezetek vezetői írtak alá, geográfiai gazdaságként határozza meg. Azok, akik a legjobban őrzik meg identitásuk eredeti elemeit, azokat „ki tudják használni, ha sikerül értékelniük a valós „konkuráló előnyöket”. Ez a mi helyi környezetünk kulturális újraélesztése ugyanakkor nem jelenti a távolitól való elfordulást. A más kultúrák iránti érdeklődés és a minél jobb megismerésük szükségessége csak növekedni tudnak az eljövendő világban.” Ebből a szempontból a mályva gazdaság természeténél fogva egyetemes. „Minden közigazgatási terület, beleértve a gazdaságilag és technológiailag legkevésbé támogatottakat is, kulturális üzenet hordozója lehet. Tehát arról van szó, hogy mindnyájuknak biztosítsuk az értékteremtés lehetőségét egy olyan világban, amelyben az uniformizálás az egyedi elszegényedésével jár”.

## A műveltség erőteljes növekedése
A mályva gazdaság összefügg a műveltség növekvő jelentőségével a mai társadalomban. A hivatkozott tényezők között szerepel nevezetesen: az egész világra kiterjedő gazdasági és politikai kiigazítás a feltörekvő országok javára, visszatérés a helyi környezetekhez (melyekre újból stabilitási pólusokként tekintünk), a követelések új formái (a nagy ideológiák összeomlását követően), növekvő társadalmi kereslet a minőségre, amely a kulturális fogyasztásokon alapul (amelyek együtt járnak a demokratizálódási, individualizációs törekvésekkel és az ember élettartamának a meghosszabbodásával), az innovációs lépésekkel  (feltételeznek egyfajta szellemi-kulturális, interdiszciplináris állapotot, amely képes értékes dolgok találására)...

## Alkalmazási terület
A mályva gazdaság átfogó jellegű abban az értelemben, hogy az összes javakat és szolgáltatásokat növeli, bármi legyen is az adott ágazat, miközben a kulturális dimenzióra támaszkodik. A szenzoriális és az experienciális gazdaság egy az alkalmazási területei közül.
Különbözik a kultúra gazdaságától, amely szektoriális törvényszerűségen nyugszik.
2013 júniusában adták ki az első intézményközi munkacsoport előterjesztéseit a mályva gazdaságról, amely összehozta az UNESCO, az Gazdasági Együttműködési és Fejlesztési Szervezet, a Frankofónia Nemzetközi Szervezete, francia minisztériumok, vállalatok és a civil társadalom szakértőit. Ez a dokumentum alátámasztja a kulturalizációs jelenség hatását, amely ezentúl az egész gazdaságot érinti, a munkaerőt és a képzést illetően. A jelentés különbséget tesz mályva munkaerő és mályvás foglalkozások között. Az előbbiek céljaiknál fogva közvetlenül kapcsolódnak a kulturális környezethez (a  városrendező mérnökök és városfejlesztők példája), míg az utóbbiak rendeltetése az, hogy a kulturalizáció hatására átalakuljanak (példa az emberi erőforrások működésére vagy a marketing és a kommunikáció funkcióra).
Egy másik, 2017 júniusában kiadott dokumentumkönyv említést tesz az emberi környezet különböző aspektusairól, melyekben a gazdasági tényező alkalmasnak bizonyul kulturális javak létrehozására: tanulás, építészetek, művészet, kifejezőerő, etika, a képzelet világa, örökség, öröm, kapcsolatszervezési szakértelem, egyediség, stb.

## Eredet
Franciaországban a fogalom 2011-ben született, a Le Monde.fr-en megjelent kiáltványban. Az aláírók között szerepelnek a Diversum egyesület vezetői. Ők szervezték meg 2011 októberében, Párizsban a Mályva gazdaság első nemzetközi Fórumát, az UNESCO, az Európai Parlament és az Európai Bizottság védnökségével.
A fogalmat Jérôme Gouadain alkotta meg, majd elméletbe foglalta a Diversum egyesület közvetítésével, később pedig a Prix Versailles-nak köszönhetően.

## Kapcsolódás a fenntartható fejlődéshez
A mályva gazdaság alátámasztja az externalitások jelenlétét: a kulturális környezetet, amelyből a gazdasági szereplők merítenek, és amelyen visszahatásként saját mintájukat hagyják, s ez a közjó. Ily módon a mályva gazdaság a kulturális tényezőt teszi meg a fenntartható fejlődés pólusává.
Végeredményben a kulturális tényező már a kezdetektől fogva teljes egészében a fenntartható fejlődés tétje. Valójában, a vállalati köztulajdoni felelősség elsődleges forrása a Nemzetközi Szerződés, amely a gazdasági, társadalmi és kulturális jogokra vonatkozik, s melyet az Egyesült Nemzetek Szervezete fogadott el 1966-ban.
Ez a tét csak egy eleme a fenntartható fejlődésnek, azok mellett az erőfeszítések mellett, amelyek a természeti környezethez (zöld gazdaság) és a társadalmi környezethez kapcsolódnak (szociális gazdaság). A fenntartható fejlődés alkotóelemei között a komplementaritás új hangsúlyt kapott a Le Monde Économie 2015-ben publikált felhívása alapján, az Egyesült Nemzetek 21. Konferenciájának a közeledtével, melynek témája a klímaváltozás volt.

## Lásd még
- Globalizáció
- Kulturális lábnyom
- Társadalmi felelősségvállalás